# Caso United States v. Windsor
O caso United States v. Windsor (2013) foi um marco nos direitos civis nos Estados Unidos, especialmente no que diz respeito ao  casamento entre pessoas do mesmo sexo. A Suprema Corte dos Estados Unidos considerou que a Seção 3 da Lei de Defesa do Casamento (DOMA), que negava o reconhecimento federal de casamentos entre pessoas do mesmo sexo, violava a Cláusula do Devido Processo Legal [en] da Quinta Emenda.
Edith Windsor e Thea Spyer, um casal do mesmo sexo residente em Nova York, tiveram seu casamento reconhecido pelo estado em 2008. Após a morte de Spyer em 2009, Windsor tentou solicitar a isenção do imposto federal sobre heranças para cônjuges sobreviventes, mas foi impedida pela Seção 3 da DOMA. Buscando o reembolso, Windsor processou o governo federal no Tribunal Distrital dos Estados Unidos para o Distrito Sul de Nova York. Como o Departamento de Justiça se recusou a defender a constitucionalidade da Seção 3 da DOMA, o Grupo de Consultoria Jurídica Bipartidária (BLAG) interveio para defender a lei. A juíza Barbara Jones [en] decidiu que a Seção 3 da DOMA era inconstitucional, e sua decisão foi confirmada pelo Tribunal de Apelações dos EUA para o Segundo Circuito.
A Suprema Corte concedeu certiorari em dezembro de 2012 e emitiu sua decisão em 26 de junho de 2013. Na opinião da maioria, o juiz Anthony Kennedy declarou a inconstitucionalidade da Seção 3 da DOMA, afirmando que a lei violava os direitos de liberdade protegidos pela Quinta Emenda. Ele argumentou que a lei federal era inválida, pois seu efeito de depreciar e prejudicar os indivíduos cujos direitos de casamento eram protegidos pelos estados violava a dignidade dessas pessoas. Quatro juízes apresentaram opiniões divergentes, incluindo o juiz Antonin Scalia, que argumentou que a Corte não tinha autoridade constitucional para invalidar a legislação democrática.
No mesmo dia, a Suprema Corte também emitiu uma decisão separada no caso  Hollingsworth v. Perry, permitindo a retomada do casamento entre pessoas do mesmo sexo na Califórnia. Após essas decisões, o governo Obama passou a estender outros direitos, privilégios e benefícios federais a casais do mesmo sexo. Em 2015, no caso Obergefell v. Hodges, a Suprema Corte derrubou todas as proibições estaduais ao casamento entre pessoas do mesmo sexo, determinando que o casamento é um direito garantido tanto pela Cláusula do Devido Processo Legal quanto pela Cláusula de Proteção Igualitária.

## Histórico
Edith "Edie" Windsor (nascida Schlain) nasceu em Filadélfia, no dia 20 de junho de 1929, em uma família de imigrantes judeus russos de recursos modestos. Durante sua infância, seu pai enfrentou grandes dificuldades financeiras, perdendo tanto a loja de doces e sorvetes quanto a casa durante a Grande Depressão, e Edie experimentou episódios de antissemitismo. Ela se formou na Universidade Temple e, após o término de seu primeiro casamento com Saul Windsor, em menos de um ano, revelou-lhe seu desejo de viver relacionamentos com mulheres. Após o divórcio, Edie se mudou para Nova York para fazer um mestrado em matemática na Universidade de Nova York, onde mais tarde se tornaria uma das primeiras programadoras sênior de sistemas da IBM.
Thea Clara Spyer nasceu em Amsterdã no dia 8 de outubro de 1931, em uma família judia que fugiu do Holocausto, refugiando-se nos Estados Unidos antes da invasão nazista na Holanda. Ela iniciou seus estudos na Faculdade Sarah Lawrence [en], mas foi expulsa após ser vista beijando outra mulher. Spyer se formou na Nova Escola de Pesquisa Social [en] e obteve mestrado e doutorado em psicologia clínica na Universidade da Cidade de Nova York e na Universidade Adelphi [en]. Além de atuar como psicóloga em seu consultório particular em Manhattan, Spyer era uma talentosa violinista. Em 1963, ela conheceu Windsor em um restaurante no West Village, e as duas começaram a namorar após se reencontrarem no fim de semana do Memorial Day de 1965, nas Hamptons. Embora Windsor tenha sugerido o noivado em 1965, foi Spyer quem, em 1967, fez o pedido formal, presenteando-a com um broche de diamantes em vez de um anel de noivado, temendo que Windsor fosse estigmatizada no trabalho devido ao relacionamento.
Em 2007, após 40 anos juntas, Windsor e Spyer, residentes de Nova York, se casaram em Toronto, Ontário, sob as disposições da Lei Canadense de Casamento Civil [en]. Após a morte de Spyer em 2009, Windsor teve que pagar US$ 363.053 em impostos federais sobre a herança de sua esposa. Se o casamento tivesse sido reconhecido pela lei federal, Windsor teria se qualificado para uma isenção de impostos sobre heranças para cônjuges sobreviventes.
Em maio de 2008, o governador de Nova York, David Paterson, ordenou que as autoridades estaduais reconhecessem os casamentos entre pessoas do mesmo sexo realizados em outras jurisdições. Embora alguns tribunais de nível inferior já tivessem emitido decisões semelhantes, a questão da aplicabilidade da decisão pela mais alta corte estadual [en] permaneceu incerta e foi contestada durante todo o processo.
Inicialmente, Windsor procurou apoio de diversos grupos de defesa dos direitos dos homossexuais, mas nenhum deles aceitou representá-la. Foi então encaminhada a Roberta Kaplan [en], sócia do escritório de advocacia Paul, Weiss, Rifkind, Wharton & Garrison LLP [en], que, ao ouvir sua história, prontamente concordou em assumir o caso. Kaplan já havia representado, sem sucesso, os autores do caso Hernández v. Robles em 2006, que questionava a legalidade do casamento entre pessoas do mesmo sexo em Nova York. Kaplan e Windsor também eram membros da Congregação Beit Simchat Torah.

### Tribunal Distrital
O escritório Paul, Weiss, Rifkind, Wharton & Garrison, em colaboração com a União Americana pelas Liberdades Civis (ACLU), entrou com o processo no Tribunal Distrital dos EUA para o Distrito Sul de Nova York em nome de Edith Windsor, como executora do patrimônio de Thea Spyer, em 9 de novembro de 2010.
Em 23 de fevereiro de 2011, o Procurador Geral Eric Holder divulgou uma declaração sobre duas ações judiciais que contestavam a Seção 3 da Lei de Defesa do Casamento (DOMA), incluindo Windsor e Pedersen v. Office of Personnel Management [en]. Holder explicou que o Departamento de Justiça (DOJ) já havia defendido a Seção 3 da DOMA em várias outras ações, com base em precedentes que exigiam a aplicação do padrão de "base racional" para leis relacionadas à orientação sexual. No entanto, como a ação Windsor foi ajuizada na jurisdição do Tribunal de Apelações do Segundo Circuito, que não possuía tal precedente, o DOJ identificou o padrão adequado de revisão como sendo o mais rigoroso "escrutínio elevado". Sob esse padrão, o DOJ concluiu que não poderia mais defender a constitucionalidade da Seção 3 da DOMA.
Em 18 de abril de 2011, Paul Clement [en], representando o Grupo de Consultoria Jurídica Bipartidária da Câmara dos Deputados (BLAG), entrou com uma moção pedindo permissão para intervir no processo, com o objetivo de defender a constitucionalidade da Seção 3 da DOMA. O Departamento de Justiça não se opôs a essa moção. Em 24 de junho de 2011, Windsor apresentou uma moção para julgamento sumário. Em 26 de julho de 2011, o Procurador Geral de Nova York, Eric Schneiderman [en], apoiou a reivindicação de Windsor, argumentando que a Seção 3 da DOMA não poderia ser mantida sob o escrutínio de classificações baseadas em sexo e constituía uma "intrusão no poder do estado de definir o casamento".
Em 1º de agosto de 2011, o BLAG apresentou uma petição opondo-se à moção de Windsor para julgamento sumário, alegando que a orientação sexual não deveria ser sujeita a um exame rigoroso. Em 6 de junho de 2012, a juíza Barbara S. Jones decidiu que a análise da Seção 3 da DOMA sob o padrão de base racional a tornava inconstitucional, pois violava os direitos de Windsor sob as garantias de proteção igualitária da Quinta Emenda. Ela ordenou que Windsor recebesse a restituição dos impostos que havia pago. Embora o BLAG argumentasse que o casamento entre Spyer e Windsor não era reconhecido pela lei de Nova York na época da morte de Spyer, o que seria necessário para que a reivindicação de Windsor fosse válida, a juíza Jones citou diversas "cartas de opinião informais" do governador, do procurador-geral e do controlador do estado, além de decisões de tribunais de apelação de Nova York, que apoiavam a validade do casamento. Windsor, em resposta, expressou: "É emocionante que um tribunal finalmente reconheça como é injusto que o governo nos trate como se fôssemos estranhos”.

### Tribunal de Apelações
Apesar de sua aprovação da decisão de primeira instância, o Departamento de Justiça (DOJ) apresentou uma notificação de apelação em 14 de junho de 2012, com o objetivo de permitir que o Grupo de Consultoria Jurídica Bipartidária da Câmara dos Deputados (BLAG) defendesse a Seção 3 da DOMA. Em resposta, o BLAG apresentou uma moção para rejeitar o recurso do DOJ no Segundo Circuito em 19 de julho, argumentando que o DOJ não tinha legitimidade para apelar, já que a decisão no Tribunal Distrital favoreceu a parte autora. Simultaneamente, a assessoria jurídica de Windsor entrou com uma petição de certiorari antes do julgamento na Suprema Corte em 16 de julho de 2012, solicitando que o caso fosse analisado sem aguardar a revisão pelo Segundo Circuito, citando a idade e o estado de saúde de Windsor.
O DOJ respondeu à moção de rejeição do BLAG, alegando que possuía legitimidade como "parte prejudicada", já que a suspensão da decisão do Tribunal Distrital impedia que o DOJ tomasse medidas para interromper a aplicação da Seção 3 da DOMA. O DOJ também argumentou que sua participação no caso garantiria a consideração da questão constitucional, caso o Segundo Circuito ou a Suprema Corte determinassem que o BLAG não tinha legitimidade.
Em 27 de setembro de 2012, os juízes principais Dennis Jacobs [en], Chester Straub [en] e Christopher Droney [en] ouviram os argumentos no caso. Em 18 de outubro do mesmo ano, o Tribunal de Apelações do Segundo Circuito manteve a decisão do tribunal inferior, declarando a Seção 3 da DOMA inconstitucional. O parecer da maioria afirmou: “É fácil concluir que os homossexuais sofreram um histórico de discriminação” e, portanto, pertencem a uma classe quase suspeita, merecendo um exame mais rigoroso de qualquer lei que restrinja seus direitos. O juiz Jacobs escreveu que a DOMA não passava nesse teste e, por isso, era inconstitucional de acordo com as garantias de proteção igualitária da Quinta Emenda.
O tribunal rejeitou o argumento de que o casamento entre pessoas do mesmo sexo seria algo desconhecido pela história e pela tradição, destacando que, embora o casamento seja um instituto fundamental, a lei (federal ou estadual) trata do casamento como um status civil. O governo, portanto, lida com o casamento como uma questão de status legal e, no caso de Nova York, optou por estender esse status a casais do mesmo sexo.
Essa decisão foi a primeira de um tribunal federal de apelação a afirmar que leis que discriminam com base na orientação sexual devem ser submetidas a um escrutínio mais rigoroso. Assim como o tribunal de primeira instância, o Segundo Circuito considerou que o casamento entre Spyer e Windsor era válido conforme a legislação de Nova York, citando precedentes de tribunais de apelação estaduais, incluindo decisões anteriores à morte de Spyer. Quando a lei de Nova York não é clara, o Segundo Circuito optou por adotar uma abordagem preditiva, como fez nesse caso.

### Suprema Corte dos Estados Unidos

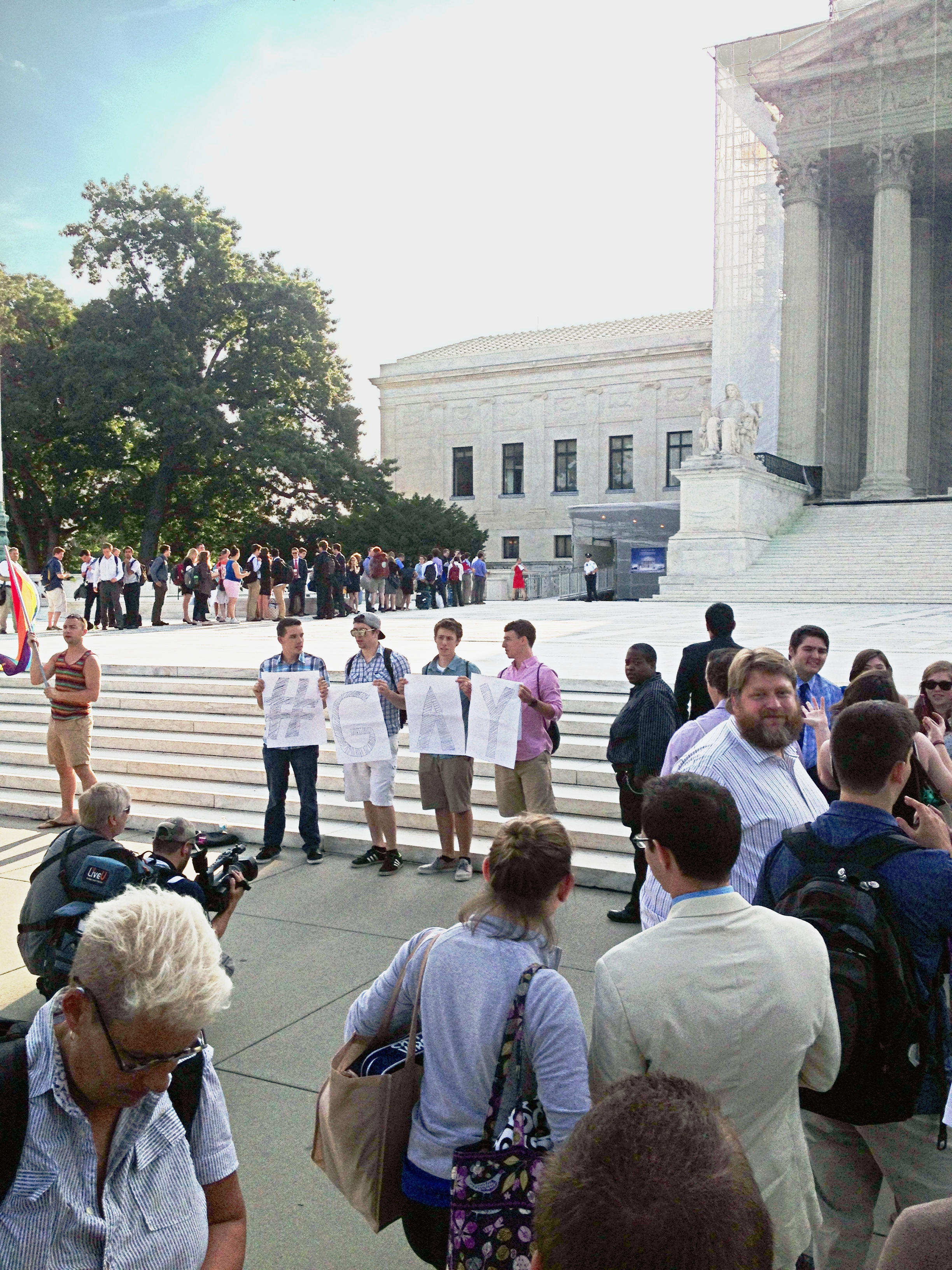
Foto dos degraus do prédio da Suprema Corte dos Estados Unidos na manhã de 26 de junho de 2013, horas antes de o tribunal derrubar a Lei de Defesa do Casamento

Em 11 de setembro de 2012, antes da decisão do Tribunal de Apelações do Segundo Circuito, o Departamento de Justiça (DOJ) apresentou sua própria petição de certiorari à Suprema Corte, solicitando que o caso fosse analisado antes do julgamento. Após a decisão de apelação, em 18 de outubro, as partes envolvidas apresentaram documentos complementares. Em 7 de dezembro, a Suprema Corte aceitou o caso, concedendo o certiorari e estabelecendo o nome do caso como United States v. Windsor, atendendo à petição do DOJ.
Além da questão apresentada pelo DOJ — se a Seção 3 da DOMA viola a garantia de proteção igualitária da Quinta Emenda em relação aos casais do mesmo sexo — o tribunal solicitou que as partes também argumentassem duas outras questões: (1) se a concordância do governo com a decisão do Segundo Circuito impedia o tribunal de ter uma “disputa real” e, consequentemente, de exercer jurisdição para ouvir o caso, e (2) se o Bipartisan Legal Advisory Group (BLAG) tinha legitimidade para recorrer independentemente, ou seja, o direito de solicitar que o caso fosse ouvido, caso o governo não fosse um peticionário válido. A Cláusula de Caso ou Controvérsia [en] do Artigo III da Constituição dos EUA proíbe a entrada de partes sem uma reclamação real e pessoal, ou seja, sem uma controvérsia particularizada.
Em uma declaração, Windsor refletiu que, quando ela e sua falecida esposa se conheceram, nunca imaginaram que seu casamento chegaria à Suprema Corte “como um exemplo de por que casais do mesmo sexo devem ser tratados com igualdade, e não como cidadãos de segunda classe”. Ela acrescentou que sua esposa ficaria orgulhosa da decisão e afirmou: “A verdade é que eu nunca esperei menos do meu país”.
Em 11 de dezembro, a Suprema Corte nomeou Vicki Jackson [en], professora de direito constitucional na Faculdade de Direito de Harvard, como amicus curiae para argumentar sobre as duas questões adicionais apresentadas. O BLAG também apresentou uma petição de certiorari para que o tribunal decidisse sobre a constitucionalidade da DOMA, mesmo que determinasse não ter jurisdição para ouvir a petição do DOJ. A Suprema Corte ouviu os argumentos orais em 27 de março de 2013.

## Parecer da Corte

### Opinião da maioria

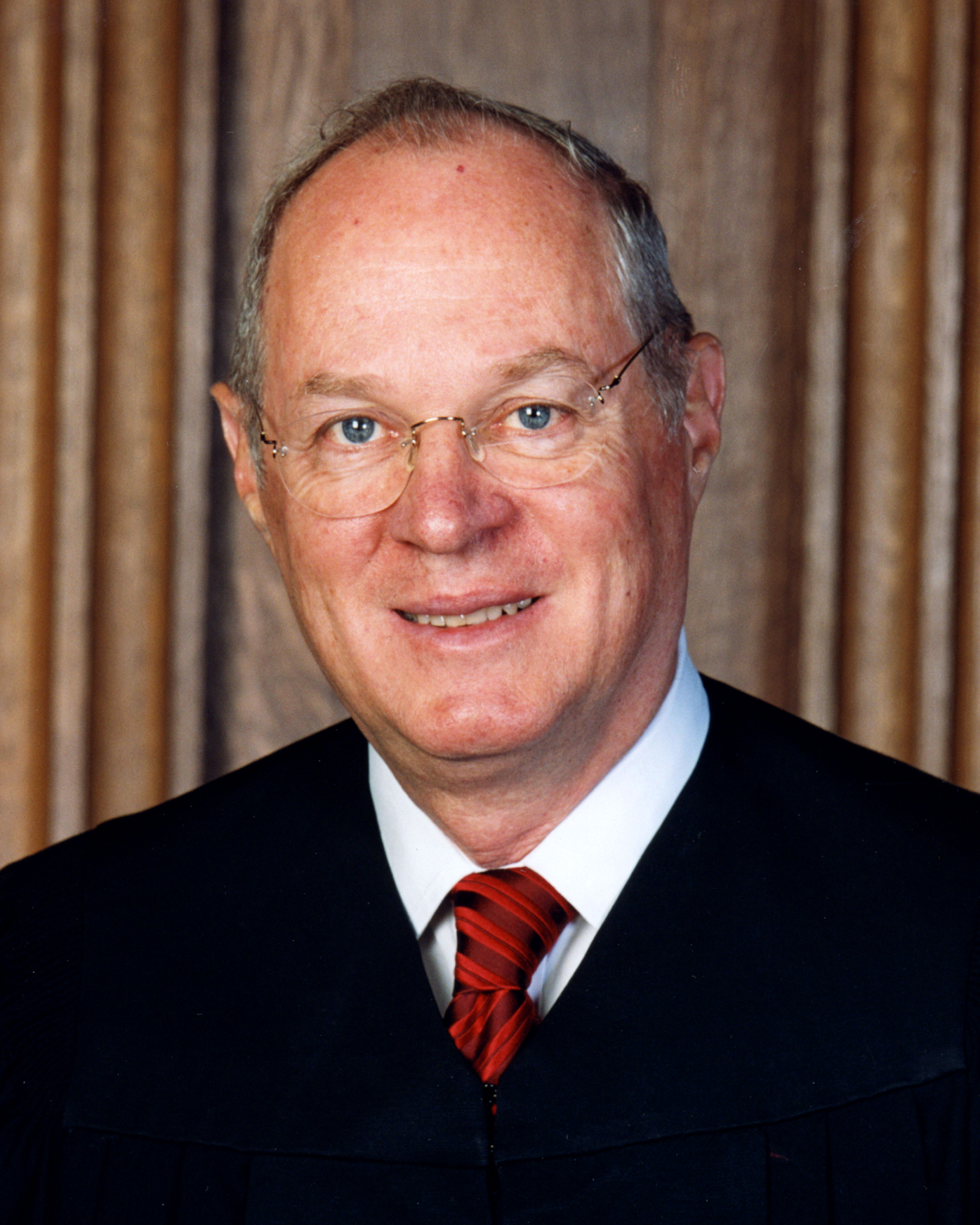
O juiz Kennedy, autor do parecer da Suprema Corte

Em uma decisão de 5 a 4, proferida em 26 de junho de 2013, a Suprema Corte considerou a Seção 3 da Lei de Defesa do Casamento (DOMA), codificada no 1 U.S.C. § 7, inconstitucional, argumentando que ela representava uma “privação da liberdade da pessoa protegida pela Quinta Emenda”. A Corte entendeu que a Constituição impedia o governo federal de tratar de forma diferente os casamentos heterossexuais sancionados pelos estados dos casamentos entre pessoas do mesmo sexo sancionados pelo mesmo princípio estadual. Tal diferenciação, segundo a Corte, "rebaixava o casal, cujas escolhas morais e sexuais são protegidas pela Constituição".
O juiz Anthony Kennedy foi o autor da opinião da maioria, com os juízes Ginsburg, Breyer, Sotomayor e Kagan acompanhando sua posição. A decisão de Kennedy para derrubar uma parte central da DOMA baseou-se em princípios como a autonomia dos estados, proteção igualitária e liberdade individual. No entanto, a fundamentação constitucional para invalidar a lei não foi inteiramente clara, pois envolvia uma combinação de federalismo, proteção igualitária e devido processo legal. A base da argumentação pode ser encontrada na petição de Windsor, na qual ela sustentava que a DOMA comunicava que “os casais homossexuais casados não são genuinamente casados, mas estão, em vez disso, ‘em situação semelhante’ às pessoas não casadas”.

A Corte escreveu:
O DOMA busca prejudicar a mesma classe que Nova York busca proteger. Ao fazer isso, ele viola os princípios básicos do devido processo legal e da Cláusula de Proteção Igualitária aplicáveis ao Governo Federal. Ver Constituição dos Estados Unidos, Emenda 5; Bolling v. Sharpe, 347 U.S. 497 (1954).
Quando Nova York adotou uma lei para permitir o casamento entre pessoas do mesmo sexo, ela buscou eliminar a desigualdade; mas o DOMA frustra esse objetivo por meio de uma promulgação em todo o sistema sem conexão identificada com qualquer área específica da lei federal. O DOMA insere a desigualdade em todo o Código dos Estados Unidos. O caso específico em questão diz respeito ao imposto sobre heranças, mas o DOMA é mais do que uma simples determinação do que deve ou não ser permitido como restituição do imposto sobre heranças. Entre os mais de 1.000 estatutos e inúmeras regulamentações federais que o DOMA controla estão leis referentes à Previdência Social, habitação, impostos, sanções penais, direitos autorais e benefícios para veteranos.
O principal efeito da DOMA é identificar um subconjunto de casamentos sancionados pelo estado e torná-los desiguais. O objetivo principal é impor a desigualdade, não por outros motivos, como a eficiência governamental. As responsabilidades, assim como os direitos, aumentam a dignidade e a integridade da pessoa. E o DOMA pretende privar alguns casais casados de acordo com as leis de seu Estado, mas não outros casais, tanto de direitos quanto de responsabilidades. Ao criar dois regimes de casamento contraditórios dentro do mesmo Estado, o DOMA força os casais do mesmo sexo a viverem como casados para os fins da lei estadual, mas não como casados para os fins da lei federal, diminuindo assim a estabilidade e a previsibilidade das relações pessoais básicas que o Estado achou por bem reconhecer e proteger. Por essa dinâmica, o DOMA prejudica o significado público e privado dos casamentos entre pessoas do mesmo sexo sancionados pelo estado, pois diz a esses casais, e a todo o mundo, que seus casamentos válidos não são dignos de reconhecimento federal. Isso coloca os casais do mesmo sexo em uma posição instável de estar em um casamento de segunda categoria. A diferenciação rebaixa o casal, cujas escolhas morais e sexuais a Constituição protege, [...] e cujo relacionamento o Estado procurou dignificar. E humilha dezenas de milhares de crianças que estão sendo criadas por casais do mesmo sexo. A lei em questão torna ainda mais difícil para as crianças compreenderem a integridade e a proximidade de sua própria família e sua harmonia com outras famílias em sua comunidade e em sua vida cotidiana.
De acordo com a DOMA, os casais do mesmo sexo têm suas vidas prejudicadas, por força de decreto governamental, de forma visível e pública. Por seu grande alcance, a DOMA atinge muitos aspectos da vida conjugal e familiar, desde os mais mundanos até os mais profundos. Ela impede que casais do mesmo sexo obtenham benefícios de saúde do governo que, de outra forma, receberiam. [...] Ela os priva das proteções especiais do Código de Falências para obrigações de apoio doméstico... Obriga-os a seguir um procedimento complicado para declarar seus impostos estaduais e federais em conjunto. [...] Ela os proíbe de serem enterrados juntos em cemitérios de veteranos.
Para determinados casais, os efeitos desiguais do DOMA são ainda mais graves. O código penal federal considera crime “agredir, sequestrar ou assassinar [...] um membro da família imediata” de “um funcionário público dos Estados Unidos, um juiz dos Estados Unidos, [ou] um policial federal”, [...] com a intenção de influenciar ou retaliar esse funcionário. [...] Embora um “cônjuge” se qualifique como membro da “família imediata” do funcionário, [...] a DOMA torna essa proteção inaplicável a cônjuges do mesmo sexo.
A liberdade protegida pela Cláusula do Devido Processo Legal da Quinta Emenda contém em si a proibição de negar a qualquer pessoa a proteção igualitária das leis. Embora a Quinta Emenda, por si só, retire do governo o poder de degradar ou rebaixar da forma como essa lei faz, a garantia de proteção igual da Décima Quarta Emenda torna esse direito da Quinta Emenda ainda mais específico e mais bem compreendido e preservado.

A classe para a qual a DOMA direciona suas restrições e restrições são as pessoas que se unem em casamentos entre pessoas do mesmo sexo, legalizados pelo Estado. O DOMA destaca uma classe de pessoas consideradas por um Estado com direito a reconhecimento e proteção para aumentar sua própria liberdade. Ele impõe uma deficiência a essa classe ao se recusar a reconhecer um status que o Estado considera digno e adequado. O DOMA instrui todas as autoridades federais e, na verdade, todas as pessoas com as quais casais do mesmo sexo interagem, inclusive seus próprios filhos, que seu casamento é menos digno do que os casamentos dos outros. A lei federal é inválida, pois nenhum propósito legítimo supera o propósito e o efeito de depreciar e prejudicar aqueles que o Estado, por meio de suas leis de casamento, procurou proteger em termos de personalidade e dignidade. Ao tentar deslocar essa proteção e tratar essas pessoas como vivendo em casamentos menos respeitados do que outros, a lei federal viola a Quinta Emenda.

### Dissidências

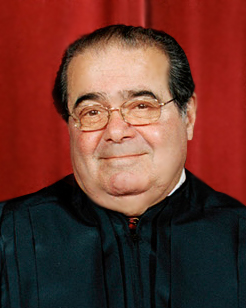
O juiz Scalia, autor de uma das três opiniões divergentes

O Presidente da Suprema Corte, John Roberts, e os juízes Antonin Scalia e Samuel Alito foram os autores das opiniões divergentes, às quais o juiz Clarence Thomas se juntou.

A dissidência do juiz Scalia, acompanhada integralmente pelo juiz Thomas e parcialmente pelo Presidente da Suprema Corte Roberts, começou com a seguinte afirmação:
Este caso trata de poder em vários aspectos. Trata-se do poder do nosso povo de governar a si mesmo e do poder desta Corte de pronunciar a lei. A opinião de hoje engrandece o segundo, com a consequência previsível de diminuir o primeiro. Não temos poder para decidir este caso. E mesmo que tivéssemos, não temos poder, segundo a Constituição, para invalidar essa legislação democraticamente adotada.
Ele continuou:
O prejuízo de Windsor foi sanado pela sentença a seu favor. [...] O que o peticionário dos Estados Unidos nos pede para fazer no caso em questão é exatamente o que o requerido Windsor nos pede para fazer: não para aliviar a sentença abaixo, mas para dizer que essa sentença estava correta. E o mesmo ocorreu no Tribunal de Recursos: Nenhuma das partes procurou desfazer a sentença a favor da Windsor e, portanto, aquele tribunal deveria ter rejeitado o recurso (assim como nós devemos rejeitar) por falta de jurisdição.
Scalia criticou ainda a maneira como a decisão da Corte tratou os opositores do casamento entre pessoas do mesmo sexo, caracterizando-os como “inimigos da raça humana”:
Uma coisa é uma sociedade eleger a mudança; outra é um tribunal impor a mudança julgando aqueles que se opõem a ela hostes humani generis, inimigos da raça humana.
Ele argumentou que a decisão da Suprema Corte também afetaria as proibições estaduais ao casamento entre pessoas do mesmo sexo:
No que diz respeito a esta Suprema Corte, ninguém deve ser enganado; é apenas uma questão de ouvir e esperar pelo outro sapato. Ao declarar formalmente que qualquer pessoa que se oponha ao casamento entre pessoas do mesmo sexo é um inimigo da decência humana, a maioria arma bem todos os que contestam uma lei estadual que restringe o casamento à sua definição tradicional.
Scalia concluiu sua dissidência afirmando que a Suprema Corte “enganou os dois lados, roubando dos vencedores uma vitória honesta e dos perdedores a paz que vem de uma derrota justa.”

As opiniões de Roberts e Scalia apresentaram interpretações diferentes sobre a decisão da maioria. Roberts indicou que a opinião da maioria se baseava no federalismo, considerando a DOMA inconstitucional porque o governo federal estava interferindo no controle estadual sobre o casamento. Ele escreveu:
O tema dominante da opinião da maioria é que a intromissão do governo federal em uma área ‘central para a lei estadual de relações domésticas aplicável a seus residentes e cidadãos’ é suficientemente ‘incomum’ para disparar o alarme. [...] Seu julgamento é baseado no federalismo.
Scalia, por sua vez, questionou se a maioria realmente baseou sua decisão no federalismo ou se a fundamentação era mais voltada à proteção igualitária, afirmando: “Se essa é uma opinião de proteção igualitária, é uma opinião confusa”.

## Respostas e análises

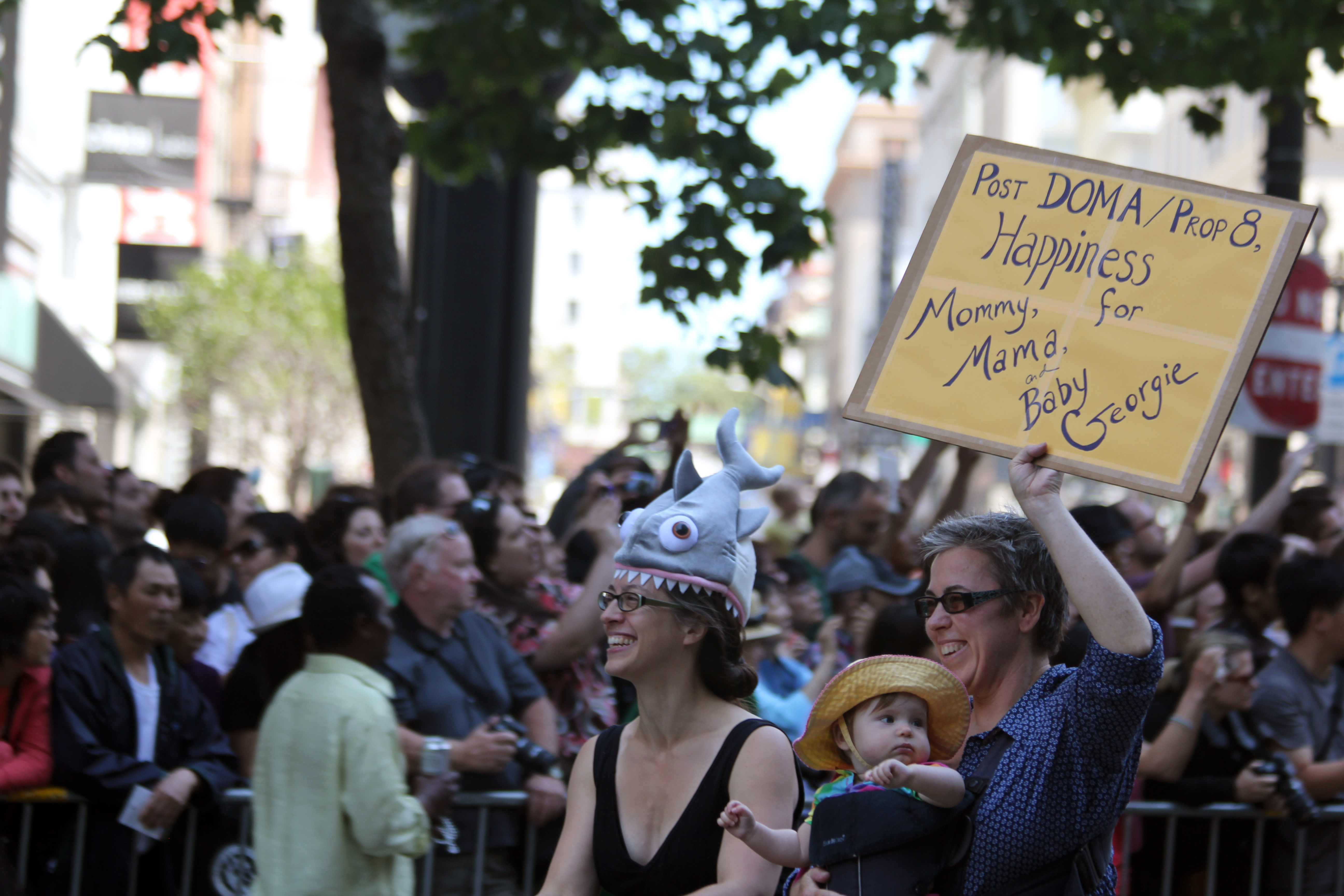
Casal do mesmo sexo comemora vitória legal na Orgulho de São Francisco 2013

O presidente Barack Obama saudou a decisão da Suprema Corte como uma “vitória da democracia americana”, destacando o avanço em direitos civis. Ao comentar sobre o impacto da decisão nas proibições do casamento entre pessoas do mesmo sexo nos estados onde ele ainda era proibido, Obama afirmou: “Minha crença pessoal, mas estou falando agora como presidente e não como advogado, é que se você se casou em Massachusetts e se mudou para outro lugar, você ainda é casado e, de acordo com a lei federal, você deve ser capaz de obter os benefícios de qualquer casal legalmente casado.”
Laurence Tribe, renomado professor de direito constitucional da Faculdade de Direito de Harvard, criticou a dissidência de Scalia, descrevendo-a como “intempestiva”, “extraordinária” e, no mínimo, um “exercício de cinismo jurisprudencial”. Tribe argumentou que Scalia não conseguiu resistir à tentação de usar a decisão como uma oportunidade para atacar a maioria da Corte, e em particular o juiz Kennedy, de forma pessoal e em termos ad hominem. Tribe sugeriu que a dissidência foi mais um ataque à visão da maioria do que uma análise substancial dos fundamentos jurídicos da decisão.
Neil Siegel, professor de direito constitucional da Faculdade de Direito de Duke, também fez uma crítica à interpretação do juiz Roberts sobre a decisão da maioria. Siegel argumentou que a opinião de Roberts, que afirmava que a maioria se baseou no federalismo, era falaciosa. De acordo com Siegel, a maioria não deu grande importância ao argumento do federalismo, mas utilizou o conceito de federalismo como uma “estação de passagem” para evitar uma decisão definitiva sobre a constitucionalidade das leis estaduais que proíbem o casamento entre pessoas do mesmo sexo. Siegel sugeriu que a verdadeira base da decisão estava em princípios de igualdade e de proteção dos direitos dos cidadãos, e que a maioria apenas passou pelo federalismo como uma forma de justificar a anulação da Seção 3 da DOMA.

## Impacto e implementação
Após a decisão da Suprema Corte no caso Windsor, o juiz federal que estava à frente do caso McLaughlin v. Panetta solicitou às partes envolvidas que, até 18 de julho de 2013, explicassem por que a lógica que considerou a Seção 3 da DOMA inconstitucional não se aplicaria igualmente às normas federais que determinam a elegibilidade para benefícios de cônjuges de veteranos, que definem “cônjuge” como “uma pessoa do sexo oposto”. Em 18 de julho de 2013, o BLAG anunciou que, à luz da decisão Windsor, não procuraria mais defender esse caso ou estatutos semelhantes e pediu permissão para abandonar sua defesa.
Com a decisão da Suprema Corte, o governo federal, sob a administração de Barack Obama, juntamente com vários departamentos e agências executivas, começou a estender direitos e benefícios federais a casais do mesmo sexo casados, ajustando regulamentos para alinhar-se à nova interpretação da lei. Entre as principais mudanças implementadas estavam:
- Medicaid: Em agosto de 2013, anunciou que todos os beneficiários de planos privados do Medicare teriam acesso a cobertura igual para cuidados em casas de repouso onde seu cônjuge reside.[56][57]
- Impostos: Casais do mesmo sexo legalmente casados passaram a ser reconhecidos como tal para fins de impostos federais, mesmo que o estado onde moram não reconhecesse a união.[56][58]
- Benefícios federais: Funcionários federais casados com pessoas do mesmo sexo passaram a ter direito a benefícios de saúde, odontológicos, de vida, de cuidados de longo prazo e aposentadoria.[59]
- Saúde: Casais do mesmo sexo legalmente casados que recebem Medicare passaram a ser elegíveis para benefícios iguais e para colocação conjunta em casas de repouso.[60]
- Segurança Social: Benefícios por morte foram pagos aos sobreviventes de casamentos entre pessoas do mesmo sexo pela Administração da Previdência Social.[61]
- Imigração: O Departamento de Segurança Interna passou a tratar igualmente os cônjuges do mesmo sexo para fins de obtenção de um green card, caso o cônjuge fosse um cidadão estrangeiro.[60]

Em 10 de fevereiro de 2014, o Departamento de Justiça orientou todos os seus funcionários a conceder aos casamentos legais entre pessoas do mesmo sexo os mesmos direitos dos casais heterossexuais em todos os programas que administra, independentemente de a atividade ocorrer em uma jurisdição que reconheça ou não o casamento entre pessoas do mesmo sexo. A política passou a incluir, entre outros, o direito de recusar-se a testemunhar contra um cônjuge, privilégios de cônjuge para presidiários, a possibilidade de solicitar falência conjunta e acesso a programas federais como o fundo de compensação das vítimas do 11 de setembro e o programa de indenização para cônjuges sobreviventes de agentes de segurança pública falecidos em serviço.
A decisão também teve um impacto significativo em áreas como benefícios fiscais, militares, federais de emprego e imigração. Casais do mesmo sexo legalmente casados passaram a ter acesso a benefícios fiscais, incluindo a capacidade de apresentar declarações de imposto de renda conjuntas ao IRS, além de outros benefícios anteriormente não disponíveis.
Em fevereiro de 2014, o Departamento de Justiça expandiu ainda mais o reconhecimento de casamentos entre pessoas do mesmo sexo, abordando questões como falências, visitas a presídios e benefícios de sobrevivência, além do direito de se recusar a testemunhar contra um cônjuge. Em junho de 2014, a Lei de Licença Médica e Familiar [en] (FMLA) foi alterada para estender seus benefícios a casais do mesmo sexo casados em todo o país.
No que diz respeito aos benefícios da seguridade social e dos veteranos, casais do mesmo sexo que residem em estados onde o casamento entre pessoas do mesmo sexo é reconhecido passaram a ser elegíveis para benefícios completos. No entanto, casais do mesmo sexo em estados onde o casamento entre pessoas do mesmo sexo não era legal continuaram a receber benefícios limitados, o que gerou uma desigualdade que apenas poderia ser corrigida com mudanças legislativas no Congresso.
Apesar dessas mudanças significativas, um relatório de agosto de 2013 observou que os órgãos federais dos EUA ainda não estavam totalmente coordenados na implementação da decisão Windsor. Isso resultou em uma “colcha de retalhos” de regulamentações que afetaram casais gays e lésbicas, levantando questões sobre discriminação e a justiça na distribuição de benefícios federais.
Em fevereiro de 2015, o Departamento do Trabalho dos EUA emitiu uma regra final alterando a definição de “cônjuge” conforme a FMLA em resposta à decisão Windsor. A nova regra, que entrou em vigor em março de 2015, estendeu os direitos de licença e as proteções de emprego aos funcionários casados com pessoas do mesmo sexo, independentemente do estado onde trabalham ou residem, desde que o casamento ou a união estável tenha ocorrido em um estado que reconheça esses casamentos legalmente.

## Interpretação judicial
A decisão da Suprema Corte no caso Windsor gerou uma série de ações judiciais, tanto estaduais quanto federais, desafiando as proibições de casamento entre pessoas do mesmo sexo e influenciando decisões sobre discriminação. Um ano após a decisão, pelo menos um processo estava em andamento contra cada proibição estadual do casamento entre pessoas do mesmo sexo.

### Tribunais estaduais
Em Nova Jersey, a Suprema Corte já havia decidido, no caso Lewis v. Harris, que a negação dos benefícios do casamento violava a proteção igualitária prevista pela constituição estadual. Após a decisão Windsor, um juiz estadual de Nova Jersey concluiu que a extensão de benefícios federais a casais do mesmo sexo casados tornava as uniões civis do estado desiguais, uma vez que não recebiam os mesmos benefícios.

### Tribunais federais
Em vários outros casos, a decisão Windsor gerou interpretações variadas, especialmente no que se refere à regulamentação do casamento pelo Estado e à negação dos direitos de casamento a casais do mesmo sexo. Houve discussões sobre se a decisão se baseava no federalismo ou na proteção igualitária, e qual padrão de revisão a Suprema Corte aplicou. A decisão também foi utilizada para questionar o precedente estabelecido em Baker v. Nelson.
Dois anos após a decisão de Windsor, 28 tribunais distritais e quatro tribunais de apelação decidiram que as proibições estaduais ao casamento entre pessoas do mesmo sexo eram inconstitucionais. Em contraste, apenas dois tribunais distritais e um tribunal de apelação entenderam que tais proibições não violavam a constituição.
Em dezembro de 2013, o juiz do Tribunal Distrital dos EUA, no caso  Kitchen v. Herbert, afirmou que o precedente Baker não controlava sua decisão, pois o desenvolvimento doutrinário desde então, especialmente com a decisão Windsor, havia alterado o cenário jurídico. Ele também interpretou Windsor como uma decisão que envolvia proteção igualitária, afirmando que as preocupações sobre federalismo eram insuficientes para justificar a proibição de casamentos entre pessoas do mesmo sexo.
Em fevereiro de 2014, a juíza Arenda Wright Allen [en], no caso Bostic v. Rainey [en] também aplicou Windsor para reforçar a ideia de que as garantias do devido processo e da proteção igualitária devem prevalecer sobre as objeções às intervenções federais. Ela citou o raciocínio do juiz Scalia de que, enquanto os Estados têm autoridade para definir o casamento, essa autoridade não pode ser exercida de forma a violar os direitos constitucionais dos indivíduos.
No mesmo mês, no caso De Leon v. Perry, o juiz Orlando Garcia [en] reafirmou que, de acordo com Windsor, os tribunais deveriam determinar se um Estado poderia discriminar casais do mesmo sexo de maneira que o governo federal não pode. Ele também citou que, embora os Estados possam definir o casamento, eles não podem fazê-lo de maneira que infrinja direitos constitucionais.
Alguns juízes, como Terence Kern [en], no caso Bishop v. Oklahoma (janeiro de 2014), seguiram a linha do juiz Scalia, argumentando que a decisão de Windsor era confusa e carecia de clareza. Kern observou que a decisão representava uma mudança gradual na jurisprudência, sem um rótulo jurídico preciso, mas com implicações evidentes para os direitos das pessoas LGBT. Da mesma forma, o juiz John E. Jones III [en], no caso Pennsylvania v. Same-Sex Marriage (maio de 2014), leu Windsor como uma decisão de proteção igualitária, apesar das críticas à falta de clareza.
Por outro lado, o juiz Martin Feldman, no caso Louisiana v. Same-Sex Marriage (setembro de 2014), argumentou que Windsor não oferecia uma resposta clara para a questão das proibições estaduais de casamento entre pessoas do mesmo sexo. Feldman destacou a limitação da decisão, afirmando que ela se aplicava apenas aos "casamentos legais", sem oferecer uma orientação sobre a constitucionalidade das restrições estaduais ao casamento entre pessoas do mesmo sexo. Ele rejeitou a ideia de que Windsor exigia um escrutínio mais rigoroso e criticou as interpretações que sugeriam uma análise mais intensa das restrições ao casamento entre pessoas do mesmo sexo, enfatizando que Windsor reafirmou a autoridade dos Estados para regular as relações domésticas, desde que respeitassem os direitos constitucionais dos indivíduos.
Essa diversidade de interpretações jurídicas demonstra como a decisão Windsor abriu espaço para uma reflexão mais ampla sobre os direitos dos casais do mesmo sexo, as competências dos Estados e a aplicação das normas constitucionais em um contexto de evolução social e jurídica.

### Orientação sexual como uma classe suspeita
Em 21 de janeiro de 2014, um painel de três juízes do Tribunal de Apelações do Nono Circuito, no caso SmithKline v. Abbott, abordou a questão de qual padrão de análise deve ser aplicado ao determinar se a orientação sexual pode ser considerada um fator na seleção dos membros de um júri. O painel decidiu por unanimidade, com base na interpretação da decisão Windsor, que as distinções baseadas na orientação sexual estão sujeitas a um padrão de revisão mais rigoroso do que a análise de base racional. O tribunal afirmou que “a proteção igualitária proíbe os ataques peremptórios baseados na orientação sexual”.
O Nono Circuito explicou que a análise de Windsor não se enquadra na análise de base racional, uma vez que, de acordo com a decisão, Windsor estabelece um nível mais alto de revisão para classificações baseadas na orientação sexual. Em outras palavras, a decisão exige que um exame minucioso seja aplicado a reivindicações de proteção igualitária que envolvem a orientação sexual.
Contudo, ainda há uma divisão entre os tribunais de apelação do segundo, sexto e nono circuitos quanto ao padrão de escrutínio a ser aplicado às classificações baseadas na orientação sexual. Embora a Suprema Corte tenha tido a oportunidade de abordar esse nível de análise no caso Obergefell v. Hodges, essa decisão focou especificamente no direito fundamental ao casamento, sem tratar diretamente da questão do escrutínio aplicado à orientação sexual.
Muitos estudiosos teorizam que a decisão em Windsor elevou as classificações baseadas em orientação sexual para um nível de análise mais rigoroso, equivalente ao que é usado para avaliar as classificações de religião. O tribunal do Nono Circuito também observou que a maioria dos juízes em Windsor transferiu o ônus de justificar o tratamento diferenciado de casais do mesmo sexo para o governo, ao afirmar que o governo deve justificar as diferenças de tratamento para esse grupo específico. Isso sugere que, com base em Windsor, as discriminações relacionadas à orientação sexual devem ser tratadas com um nível mais alto de scrutinização constitucional, refletindo uma abordagem mais próxima à proteção igualitária para classes historicamente marginalizadas.

## Leituras adicionais
- Archibald, Catherine Jean. «Two Wrongs Don't Make a Right: Implications of the Sex Discrimination Present in Same-Sex Marriage Exclusions for Supreme Court Cases Hollingsworth v. Perry and United States v. Windsor» [Dois errados não fazem um certo: implicações da discriminação sexual presente nas exclusões do casamento entre pessoas do mesmo sexo para os processos do Supremo Tribunal Hollingsworth v. Perry e United States v. Windsor] (PDF). Northern Illinois University Law Review (em inglês). 34: 1-37. SSRN 2255240. Consultado em 3 de dezembro de 2024
- Carter, Catherine Jean. «The 'Federal Law of Marriage': Deference, Deviation, and DOMA» [A “Lei Federal do Casamento”: Deferência, desvio e DOMA]. Journal of Gender, Social Policy & the Law (em inglês). 21 (4): 705-795. Consultado em 3 de dezembro de 2024
- Kaplan, Roberta (2015). Then Comes Marriage: United States v. Windsor and the Defeat of DOMA [Depois vem o casamento: Estados Unidos v. Windsor e a derrota da DOMA] (em inglês). [S.l.]: W. W. Norton & Company. ISBN 978-0-393-24867-8
- Laycock, Douglas; Berg, Thomas. «Protecting Same-Sex Marriage and Religious Liberty» [Proteger o casamento entre pessoas do mesmo sexo e a liberdade religiosa] (PDF). Virginia Law Review Online (em inglês). 99 (1): 1-9. Consultado em 3 de dezembro de 2024
- Levy, Ariel (23 de setembro de 2013). «The Perfect Wife» [A mulher perfeita]. The New Yorker (em inglês). Consultado em 3 de dezembro de 2024